# Cohors II Augusta Nerviana Pacensis Brittonum
Die Cohors II Augusta Nerviana (oder Nervia) Pacensis Brittonum [milliaria] [pia fidelis] [Antoniniana] (deutsch 2. Kohorte Augusta Nerviana Pacensis der Briten [1000 Mann] [loyal und treu] [die Antoninianische]) war eine römische Auxiliareinheit. Sie ist durch Militärdiplome, Inschriften und Ziegelstempel belegt. In den Militärdiplomen von 99/110, 133 und 161/162 wird sie als Cohors II Brittonum bezeichnet, in dem Diplom von 105 als Cohors II Brittonum Augusta Nerviana Pacensis, in dem Diplom von 123 als Cohors II Augusta Brittonum und in den Diplomen von 164 und 165 sowie einer Inschrift als Cohors II Nerviana (oder Nervia) Brittonum.

## Namensbestandteile
- Cohors: Die Kohorte war eine Infanterieeinheit der Auxiliartruppen in der römischen Armee.

- II: Die römische Zahl steht für die Ordnungszahl die zweite (lateinisch secunda). Daher wird der Name dieser Militäreinheit als Cohors secunda ... ausgesprochen.

- Augusta Nerviana Pacensis: die Herkunft der Bezeichnung ist unsicher.[A 1]

- Brittonum: der Briten. Die Soldaten der Kohorte wurden bei Aufstellung der Einheit aus den verschiedenen Stämmen der Briten auf dem Gebiet der römischen Provinz Britannia rekrutiert.

- milliaria: 1000 Mann. Je nachdem, ob es sich um eine Infanterie-Kohorte (Cohors milliaria peditata) oder einen gemischten Verband aus Infanterie und Kavallerie (Cohors milliaria equitata) handelte, lag die Sollstärke der Einheit entweder bei 800 oder 1040 Mann. Der Zusatz kommt in fast allen Militärdiplomen, in einer Inschrift[2] sowie in Ziegelstempeln[3] vor; statt milliaria wird durchgängig das Zeichen {\displaystyle \infty } verwendet.

- pia fidelis: loyal und treu. Der Zusatz kommt in einer Inschrift[4] vor.

- Antoniniana: die Antoninianische. Eine Ehrenbezeichnung, die sich auf Caracalla (211–217) bezieht. Der Zusatz kommt in Inschriften[5] vor.

Da es keine Hinweise auf den Namenszusatz equitata (teilberitten) gibt, ist davon auszugehen, dass es sich um eine Cohors milliaria peditata, eine reine Infanterie-Kohorte, handelt. Die Sollstärke der Einheit lag bei 800 Mann, bestehend aus 10 Centurien mit jeweils 80 Mann.

## Geschichte
Die Kohorte war in den Provinzen Moesia inferior, Pannonia inferior und Dacia Porolissensis (in dieser Reihenfolge) stationiert. Sie ist auf Militärdiplomen für die Jahre 99/110 bis 165 n. Chr. aufgeführt.
Der erste Nachweis der Einheit in Moesia Inferior beruht auf einem Diplom, das auf 99/110 datiert ist. In dem Diplom wird die Kohorte als Teil der Truppen (siehe Römische Streitkräfte in Moesia inferior) aufgeführt, die in der Provinz stationiert waren. Ein weiteres Diplom, das auf 105 datiert ist, belegt die Einheit in derselben Provinz. Die Kohorte war vermutlich im Zusammenhang mit den Dakerkriegen Trajans nach Moesia Inferior verlegt worden und nahm möglicherweise auch an ihnen teil.
Zu einem unbestimmten Zeitpunkt wurde die Kohorte nach Pannonia inferior verlegt, wo sie durch Diplome nachgewiesen ist, die auf 114 datiert sind. In den Diplomen wird die Kohorte als Teil der Truppen (siehe Römische Streitkräfte in Pannonia inferior) aufgeführt, die in der Provinz stationiert waren. Möglicherweise sollte sie in Pannonia inferior Einheiten ersetzen, die für den Partherkrieg Trajans abgezogen wurden.
Zwischen 114 und 123 wurde die Einheit nach Dacia Porolissensis verlegt, wo sie erstmals durch ein Diplom nachgewiesen ist, das auf 123 datiert ist. In dem Diplom wird die Kohorte als Teil der Truppen (siehe Römische Streitkräfte in Dacia Porolissensis) aufgeführt, die in der Provinz stationiert waren. Weitere Diplome, die auf 130/131 bis 165 datiert sind, belegen die Einheit in derselben Provinz.
Der letzte Nachweis der Einheit beruht auf Inschriften, die auf 213 datiert werden.

## Standorte
Standorte der Kohorte waren möglicherweise:
- Alisca (Szekszárd): Ziegel[3] mit den Stempeln COH II {\displaystyle \infty } B und COH II {\displaystyle \infty } BR wurden hier gefunden.
- Kastell Buciumi: Inschriften[12] und Ziegel[13] mit dem Stempel COH II N B A wurden hier gefunden.

## Angehörige der Kohorte
Folgende Angehörige der Kohorte sind bekannt:

### Kommandeure
| - []ivius Felix []: er wird auf dem Diplom von 138/142 als Kommandeur genannt. - L(ucius) Secundini[us] []: er wird auf dem Diplom von 135 als Kommandeur genannt. | - L(ucius) Volusius []: er wird auf dem Diplom von 133/140 als Kommandeur genannt. - Sex(tus) [Lu]t[a]tius Laelianus Oppianicus Afer: er wird auf dem Diplom von 131 als Kommandeur genannt. |

### Sonstige
| - Aprion, ein Fußsoldat: das Diplom von 138/142 wurde für ihn ausgestellt. - Didaecuttius, ein Fußsoldat: das Diplom von 133/140 wurde für ihn ausgestellt. | - [S]ecu[n]dus, ein Fußsoldat: das Diplom von 131 wurde für ihn ausgestellt. |

## Weitere Kohorten mit der BezeichnungCohors II Brittonum
Es gab noch zwei weitere Kohorten mit dieser Bezeichnung, siehe Cohors II Brittonum.